# Ormtjärnen (Vikers socken, Västmanland)
Ormtjärnen är en sjö i Nora kommun i Västmanland och ingår i Norrströms huvudavrinningsområde. Sjöns area är 0,02 kvadratkilometer och den befinner sig 130 meter över havet.